# Oaktree Capital Management

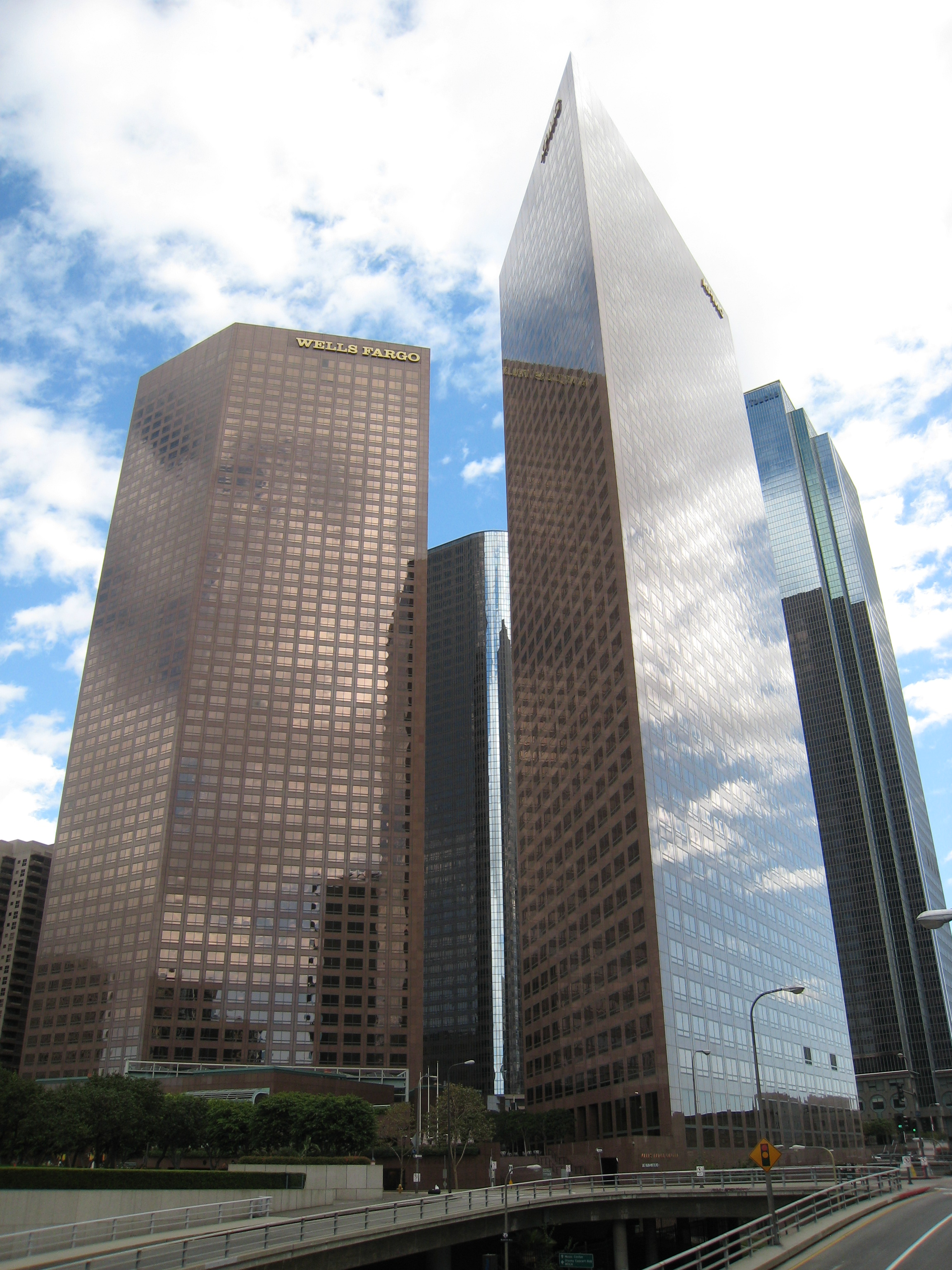
Unternehmenssitz im Wells Fargo Tower, Los Angeles

Oaktree Capital Management, L.P. (OCM) ist eine weltweit tätige US-amerikanische Investmentgesellschaft in der Rechtsform einer Limited Partnership (L.P.). Der Hauptsitz von Oaktree ist in Los Angeles, weitere Niederlassungen befinden sich in New York, London und Hongkong, Büros außerdem in Amsterdam, Stamford, Frankfurt am Main, Luxemburg, Paris, Peking, Seoul, Shanghai, Singapur und Tokio.
Seit April 2012 werden die Aktien der Oaktree Capital Group, LLC an der New York Stock Exchange (ANYSE) gehandelt. 2019 erwarb das kanadische Unternehmen Brookfield Asset Management eine Mehrheitsbeteiligung an Oaktree Capital Management. Im März 2024 wurde Nicholas Goodman, der bei Brookfield als Chief Financial Officer fungiert, zum Chief Executive Officer der Oaktree Capital Group berufen.
OCM verwaltete Ende 2020 ein Anlagekapital von insgesamt 146 Milliarden US-Dollar. Da das Unternehmen wieder in andere Fonds investiert, gehört es zur Gruppe der Dachfonds, darunter zu den weltgrößten. OCM ist aufgrund seiner risikobetonten Anlagestrategie zudem als Hedgefonds einzustufen. 2008 lag die Anlagestrategie schwerpunktmäßig auf „notleidenden“ Wertpapieren und Hochzinsanleihen (englisch junk bonds). Damals war das Anlagekapital zu 38 Prozent in Wirtschaftsunternehmen und 29 Prozent in Publikumsfonds investiert.
Gegründet wurde OCM im April 1995 von Howard Marks, Bruce Karsh, Steve Kaplan, Larry Keele, Richard Masson und Sheldon Stone, die bereits seit den 1980er Jahren miteinander gearbeitet hatten. Das Unternehmen ist seit 2003 in Deutschland tätig; seit 2021 ist es Mitglied im Bundesverband Alternative Investments. Ende 2020 beschäftigte das Unternehmen über 1000 Mitarbeiter weltweit.

## Unternehmensinvestments
Oaktree Capital Management ist u. a. investiert in:
- Deutsche EuroShop seit 2022, gemeinsam mit der Otto Group
- Deutsche Wohnen: seit deren Fusion mit der GEHAG 2007
- Inter Mailand: seit 2024[5]
- NL Holding (Next Clinic, Next Lab und Next Life) seit 2018[6]
- RAFI (Elektroindustrie): seit Januar 2020[7]
- Railpool (Leasing): seit 2014[8]
- Ströer Media International (deutsches Außenwerbeunternehmen; eine Tochter von Ströer Out-of-Home Media): seit 2007
- Vitanas (Betreiber von Seniorencentren) seit 2017

Oaktree Capital Management war in der Vergangenheit beispielsweise investiert in:
- Beluga Shipping (Schwergut-Reederei), nach Insolvenz 2011 teilweise überführt in die von Oaktree neu gegründete Schwergut-Reederei Hansa Heavy Lift
- Bavaria Yachtbau (Segelboothersteller): 2009 bis 2018[9]
- Loew’s, Inc. (US-Kinokette): 2002 bis 2004
- R&R Ice Cream (Speiseeishersteller): 2005 bis 2013
- Stock (Spirituosenhersteller): 2007 bis 2008[10]
- Pflegen und Wohnen Hamburg GmbH: 2017 bis 2018[11]